# 후기형별
항성 분류에서 후기형별은 분광형 K와 M을 부르는 용어이다. 이 단어는 20세기 초 도입된 것으로 잘못된 개념에 기반한 용어이다. 20세기 초 천문학자들은 항성은 조기형별 형태로 일생을 시작한 뒤 K나 M 분광형과 같은 차갑고 붉은 후기형별로 일생을 마친다고 생각했다.

## 참고 문헌
1. ↑  후기형별, 데이비드 달링. 인터넷 과학백과사전 목록. 2007년 10월 14일 읽어봄.